# Василий Воронянский
Василий Трофимович Воронянский с партизански псевдоним Чичо Вася, (25 август 1901 г., Диканка, Полтавска област – 14 септември 1943 г.) е един от лидерите на партизанското движение в района на Минск по време на Великата отечествена война.

## Биография
В Червената армия е от 1919 г. Участник в Гражданската война и в битките край езерото Хасан през 1938 г. За безупречна служба той е награден с именен часовник от народния комисар на отбраната К. Е. Ворошилов. В навечерието на войната Василий Воронянски е командир на отделен комуникационен батальон в Могильов. 22 юни 1941 г. Василий Трофимович отива на фронта. където попада в обкръжение. С шепа войници той упорито си пробива път на изток, но фронтовата линия се измества по-бързо. През септември 1941 г. Воронянский се присъединява към партизанския отряд „Отмъстител“ в района на Логойск и скоро го ръководи. По-късно отрядът е преименуван на „Бригадата на чичо Вася“, през 1943 г. след създаването на Централният щаб на партизанското движение (ЦЩПД) получава по-официално име – „Народен отмъстител“.
По време на успешните операции на Воронянския отряд са унищожени повече от 11 000 германски войници и 2000 полицаи; около 9000 ранени войници; 161 ешелона дерайлират; 152 взривени моста; Унищожени са 7 самолета, 5 танка, 325 автомобила и 6 оръдия. Също така унищожени предприятия, които са работили за германците складове и военни гарнизони.
На 22 март 1943 г. бойците от отряда Воронянски, в престрелка с германските войски, убиват младия офицер Ханс Вьолке, който е известен олимпийски спортист и е лично познат с Адолф Хитлер. Този епизод е повод за унищожаването на с. Хатин.
През септември 1943 г. Василий Трофимович е призован в ЦЩПД в Москва. През нощта на 14 септември на партизанското летище в Бегомл (сега Докшицки район, Витебска област) каца самолет, който отвежеда Воронянски в столицата. По време на полета самолетът е обстрелван, а командирът на партизанската бригада е смъртоносно ранен. 

## Памет
- Улици в Минск, Логойск и Плещеница носят името на Воронянски .
- В Беларуския държавен музей за история на Великата отечествена война в Минск има снимка на Воронянски, награден часовник и последното писмо до семейството му от фронта.